# Asociación Europea de Senderismo
La Asociación Europea de Senderismo (European Ramblers' Association en inglés) es el organismo que se encarga de regular los Senderos Europeos de Gran Recorrido, así como a promocionar el senderismo y defender los derechos de los senderistas al libre acceso a zonas de naturaleza que requieran cruzar fronteras internacionales.
Tiene su sede en la localidad de Kassel (Alemania). Cuenta con la afiliación de 58 organizaciones en 33 naciones europeas.